# Mörttjärnet (Södra Finnskoga socken, Värmland, 673374-132693)
Mörttjärnet är en sjö i Torsby kommun i Värmland och ingår i Glommas huvudavrinningsområde.